# Sylviane Alaux
Pour les articles homonymes, voir Alaux.
Sylviane Alaux, née le 1er juillet 1945 à Choisy-le-Roi (Seine), est une femme politique française, membre du Parti socialiste.
Elle est députée de la 6e circonscription des Pyrénées-Atlantiques de 2012 à 2017. Elle succède à Michèle Alliot-Marie.

## Biographie
Après une enfance passée à Amboise, en Indre-et-Loire, elle fait des études de droit. En 1980 elle s'installe à Ciboure et travaille comme assistante de direction. Après avoir été l'assistante de Nicole Péry, elle entre au début des années 2000 au parti socialiste et s'investit dans la politique de la mer. Elle devient conseillère régionale de la région Aquitaine. Aux élections législatives de 2012, dans la 6e circonscription des Pyrénées-Atlantiques, elle bat Michèle Alliot-Marie députée de cette même circonscription depuis 1988.
Après la victoire de Benoît Hamon à la primaire citoyenne de 2017, elle est nommée responsable thématique « Langues régionales » de sa campagne présidentielle,.

## Distinctions
- Chevalier de l'ordre du Mérite maritime (2019).